# Olejów (gmina)
Olejów – dawna gmina wiejska w powiecie zborowskim województwa tarnopolskiego II Rzeczypospolitej. Siedzibą gminy był Olejów.
Gminę utworzono 1 sierpnia 1934 r. w ramach reformy na podstawie ustawy scaleniowej z dotychczasowych gmin wiejskich: Beremowce, Białogłowy, Białokiernica, Bzowica, Łopuszany, Moniłówka, Neterpińce, Olejów i Trościaniec Wielki.
Po II wojnie światowej obszar gminy znalazł się w ZSRR.